# Barra del Chuy

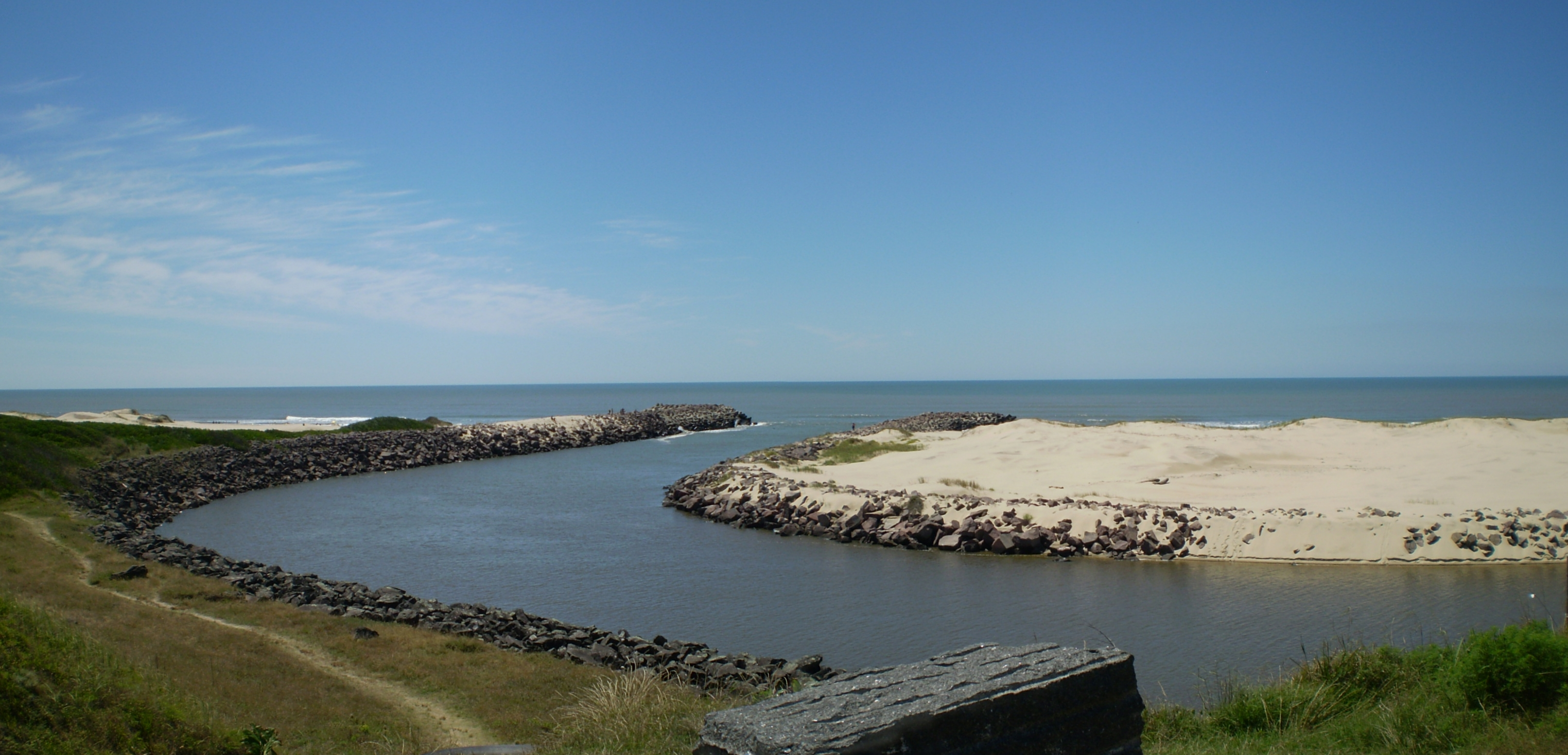
Barra del Chuy, desembocadura del arroyo Chuy en el Océano Atlántico.

Barra del Chuy es una localidad balnearia del departamento de Rocha, Uruguay.

## Ubicación
La localidad se encuentra situada en la zona noreste del departamento de Rocha, sobre las costas del océano Atlántico, junto a la desembocadura del arroyo Chuy en el anterior océano. Constituye el punto más oriental de la costa atlántica uruguaya. Cruzando el arroyo que le da nombre, está la República Federativa del Brasil, con otro balneario, Barra do Chuí, con su característico faro, que a su vez es el punto más al sur de todo Brasil. Dista 8 km de la ciudad fronteriza de Chuy, y 340 km de la capital del país, Montevideo.

## Características
El balneario cuenta con dos cámpines con cabañas, y habitaciones. Existen casas para alquilar durante la temporada. En un par de cuadras se concentran locales de baile, gastronomía y juegos.

## Población
Según el censo del 2023 la localidad contaba con una población de 905 habitantes.
| 83            | 145 | 275 | 312 | 367 | 370 | 905 |
| (Fuente: INE) |     |     |     |     |     |     |